# Русско-Качимский сельсовет
Русско-Качимский сельсовет — упразднённое муниципальное образование со статусом сельского поселения в Сосновоборском районе Пензенской области Российской Федерации.
Административный центр — село Русский Качим.

## История
Статус и границы сельского поселения установлены Законом Пензенской области от 2 ноября 2004 года № 690-ЗПО «О границах муниципальных образований Пензенской области».
Законом Пензенской области от 4 апреля 2017 года № 3027-ЗПО были преобразованы, путём их объединения, сельские поселения Шугуровский и Русско-Качимский сельсоветы в Шугуровский сельсовет с административным центром в селе Шугурово.

## Население
| 2010 | 2012 | 2013 | 2014 | 2015 | 2016 | 2017 |
| ---- | ---- | ---- | ---- | ---- | ---- | ---- |
| 301  | ↘274 | ↘252 | ↘237 | ↘214 | ↘204 | ↘189 |

## Состав сельского поселения
| № | Населённый пункт | Тип населённого пункта       | Население |
| - | ---------------- | ---------------------------- | --------- |
| 1 | Мордовский Качим | село                         | ↘89       |
| 2 | Русский Качим    | село, административный центр | ↘212      |